# Nycterosea quaerendaria
Nycterosea quaerendaria är en fjärilsart som beskrevs av Costa 1850. Nycterosea quaerendaria ingår i släktet Nycterosea och familjen mätare. Inga underarter finns listade i Catalogue of Life.